# 연환수
위상수학에서 연환수(連環數, 영어: linking number)는 두 폐곡선이 서로를 감는 수이다. 이는 해석적인 방법으로 간단하게 계산할 수 있다.

## 정의
두 개의 성분으로 구성돼 있는 유향 연환(영어: oriented link)을 생각하자. 이 경우, 연환수는 한 폐곡선이 다른 폐곡선을 통과하는, 부호를 가진 정수이다. 그림으로 쉽게 설명할 수 있다.
|           |           |          |
| 연환수 −2 | 연환수 −1 | 연환수 0 |
|           |           |          |
| 연환수 1  | 연환수 2  | 연환수 3 |

이는 두 개의 성분을 가진 유향 연환의 유일한 위상수학적 불변량이다.

## 계산 알고리즘
연환의 도표(영어: link diagram)가 주어지면, 다음과 같은 알고리즘으로 연환수를 쉽게 계산할 수 있다.
연환 도표에서 위와 같은 교차점들의 수를 각각 {\displaystyle n_{1}}, {\displaystyle n_{2}}, {\displaystyle n_{3}}, {\displaystyle n_{4}}라고 하자. 그렇다면 연환수 {\displaystyle \nu }는 다음과 같다.
{\displaystyle \nu =n_{1}-n_{4}=n_{2}-n_{3}}
예를 들어, 다음과 같은 연환을 생각하자.
이 경우
| 교차점 | 수 |
| ------ | -- |
| n1     | 3  |
| n2     | 3  |
| n3     | 1  |
| n4     | 1  |
이므로 연환수는 {\displaystyle \nu =2}이다.

## 가우스 적분
연환수는 또한 해석적으로도 계산할 수 있다. 이 공식을 가우스 연환 적분(영어: Gauss linking integral)이라고 하며, 다음과 같다. 두 폐곡선에 임의의 매개변수를 주어
{\displaystyle \mathbf {u} ,\mathbf {v} \colon [0,2\pi ]\to \mathbb {R} ^{3}}
{\displaystyle \mathbf {u} (0)=\mathbf {u} (2\pi )}
{\displaystyle \mathbf {v} (0)=\mathbf {v} (2\pi )}
으로 쓰자. 그렇다면 {\displaystyle \mathbf {u} (s)}와 {\displaystyle \mathbf {v} (t)}의 연환수 {\displaystyle \nu (\mathbf {u} ,\mathbf {v} )}는 다음과 같다.
{\displaystyle \nu (\mathbf {u} ,\mathbf {v} )={\frac {1}{4\pi }}\oint _{\mathbf {u} }\oint _{\mathbf {v} }{\frac {\mathbf {u} -\mathbf {v} }{\Vert \mathbf {u} -\mathbf {v} \Vert ^{3}}}\cdot (d\mathbf {u} \times d\mathbf {v} )}
이는 다음과 같이 유도할 수 있다. 폐곡선에 매개변수를 가하면, 다음과 같은 가우스 사상 {\displaystyle \Gamma \colon \mathbb {T} ^{2}\to \mathbb {S} ^{2}}
을 정의할 수 있다.
{\displaystyle \Gamma (s,t)={\frac {\mathbf {u} (s)-\mathbf {v} (t)}{\Vert \mathbf {u} (s)-\mathbf {v} (t)\Vert }}}
이는 원환면에서 구면으로 가는 연속함수이며, 그 브라우어르 차수가 연환수와 일치함을 쉽게 확인할 수 있다. 브라우어르 차수는 공역이 몇 번 감기는지를 세는 위상수학적 불변량인데, 이는 해석적으로 쉽게 계산할 수 있다. 즉, 함수를 정의역에 대하여 적분한 뒤, 이를 공역의 넓이로 나누면 된다. 여기서 (단위) 구면의 넓이는 {\displaystyle 4\pi }이므로 가우스 연환 적분 공식을 쉽게 유도할 수 있다.

## 고차원 연환수
고차원에서도 연환수를 정의할 수 있다. {\displaystyle (n_{1}+n_{2}+1)}차원 다양체 {\displaystyle M} 속에 {\displaystyle n_{1}}차원 부분다양체 {\displaystyle N_{1}\subset M}과 {\displaystyle n_{2}}차원 부분다양체 {\displaystyle N_{2}}가 있다고 하자. 또한, {\displaystyle N_{1}}, {\displaystyle N_{2}}의 호몰로지류가 꼬임 부분군에 속한다고 하자. 즉, 양의 정수 {\displaystyle k_{1},k_{2}\in \mathbb {Z} }가 존재해,
{\displaystyle k_{1}[N_{1}]=0\in H_{n_{1}}(M)}
{\displaystyle k_{2}[N_{2}]=0\in H_{n_{2}}(M)}
이라고 하자. 그렇다면 이들 사이의 연환수를 정의할 수 있다. 이 경우, 이는 가우스 적분으로 계산할 수 있다. 가우스 사상
{\displaystyle \Gamma \colon N_{1}\times N_{2}\to S^{n_{1}+n_{2}}}
을 정의하면, 연환수는 가우스 사상의 브라우어르 차수이다.
이는 단순히 두 호몰로지류의 교차수(intersection number)이다. 다음과 같은 사슬 {\displaystyle C_{1}}, {\displaystyle C_{2}}를 정의하자.
{\displaystyle \partial C_{1}=k_{1}[N_{1}]}
{\displaystyle \partial C_{2}=k_{2}[N_{2}]}
또한, 푸앵카레 쌍대성을 사용해
{\displaystyle [N_{1}]=[M]\frown \alpha _{1}}
{\displaystyle [N_{2}]=[M]\frown \alpha _{2}}
인 코호몰로지류 {\displaystyle \alpha _{i}\in H^{n_{i}+1}(M;\mathbb {Z} )}를 정의할 수 있다. 그렇다면 연환수는
{\displaystyle \nu ([N_{1}],[N_{2}])={\frac {k_{1}}{C}}_{1}\frown \alpha _{2}=(-1)^{(n_{1}+1)n_{2}}{\frac {k_{2}}{C}}_{2}\frown \alpha _{1}}
이다.